# 麦わら帽子の自画像
『麦わら帽子の自画像』（むぎわらぼうしのじがぞう、仏: Autoportrait au chapeau de paille、英: Self Portrait in a Straw Hat、蘭: Zelfportret met strohoed）は、フランスの画家エリザベート＝ルイーズ・ヴィジェ＝ルブランが描いた絵画。自画像。麦わら帽子をかぶり、綿のドレスを着た画家の正面上半身が描かれている。
ヴィジェ＝ルブランは複製画を製作している。現在、ロンドンのナショナル・ギャラリーに所蔵されているものが複製画であり、スイス・ジュネーブにおいて個人によって所蔵されているものが原画とされているため、本項でもこの考え方に基づいて記述する。ただし、石井 (2011) は個人蔵のほうが複製画であるとしている。
複製画は、カンヴァスに油彩で描かれ、縦97.8センチメートル、横70.5センチメートル。製作年はナショナル・ギャラリーや石井 (2011) は1782年としているが、吉城寺やオランダ美術史研究所は1782年以降としている:38。また冨田 (2014) は1783年に完成されたとしている。1897年にナショナル・ギャラリーが購入した。この複製画は、同ギャラリーが初めて購入した18世紀フランス絵画である。目録番号はNG1653。ヴィジェ＝ルブランが生涯の中で製作した20点を超える自画像のうちの1つであり、冨田 (2014) は、彼女の自画像の中で最も有名であるとしている。
原画は、1782年に描かれた:43。画面の最右下部に “Lse Le Brun / 1782” と署名と年記が入っている。木製パネルに油彩。縦95センチメートル、横68.5センチメートル。慈善家で収集家のエドモン・バンジャマン・ド・ロチルドによるコレクションの1つ。原画はヴィジェ＝ルブランのパトロンであったヴォードルイユ伯爵によって買い上げられた。現在はスイスのジュネーブにあるシャトー・ド・プレニーに所蔵されている。
『麦藁帽子の自画像』:38『麦わら帽子を被った自画像』『自画像・麦藁帽子』『麦藁帽子』とも表記される。

## 製作の経緯

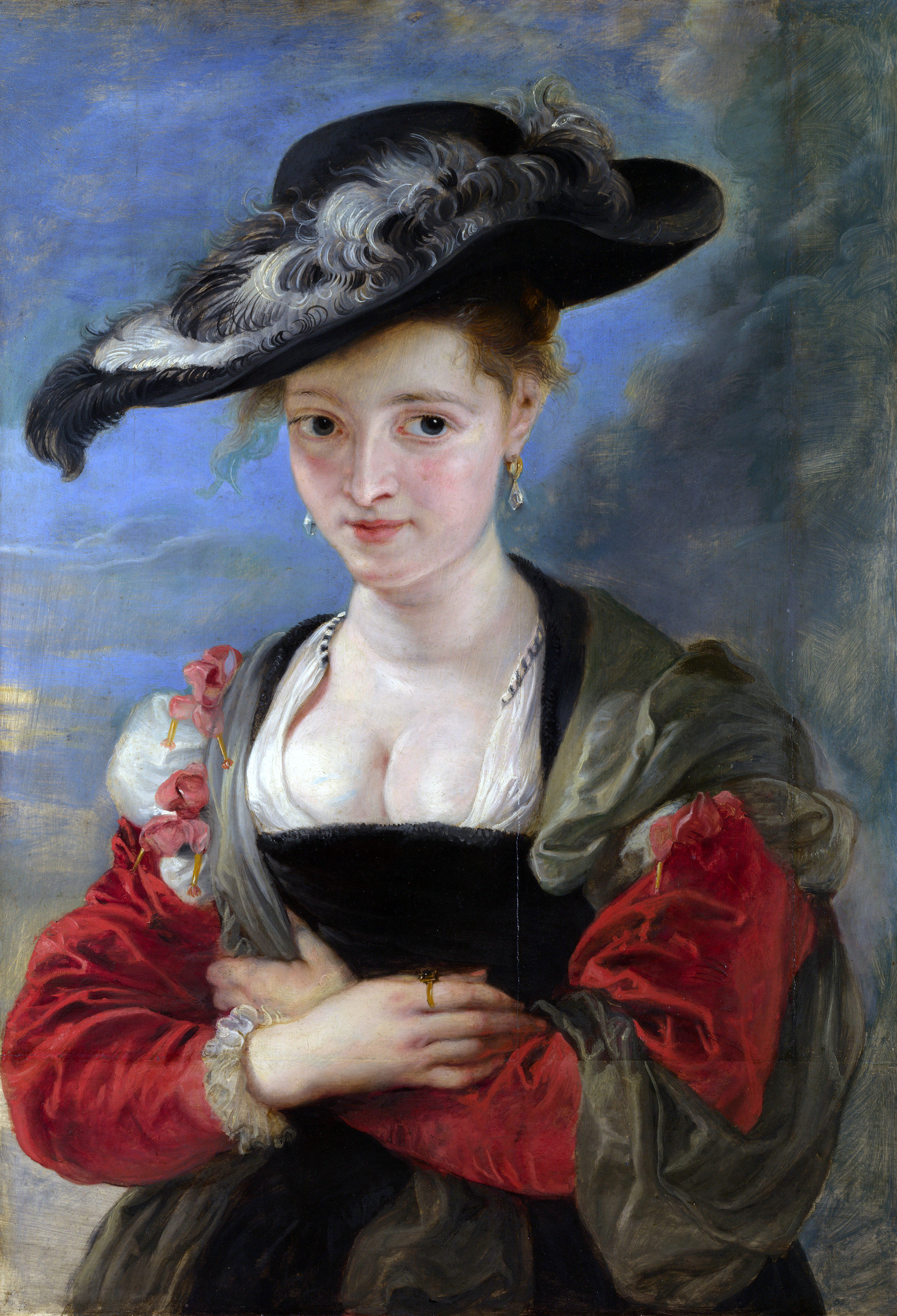
ピーテル・パウル・ルーベンス『シュザンヌ・フールマンの肖像』、1622年 - 1625年、ナショナル・ギャラリー

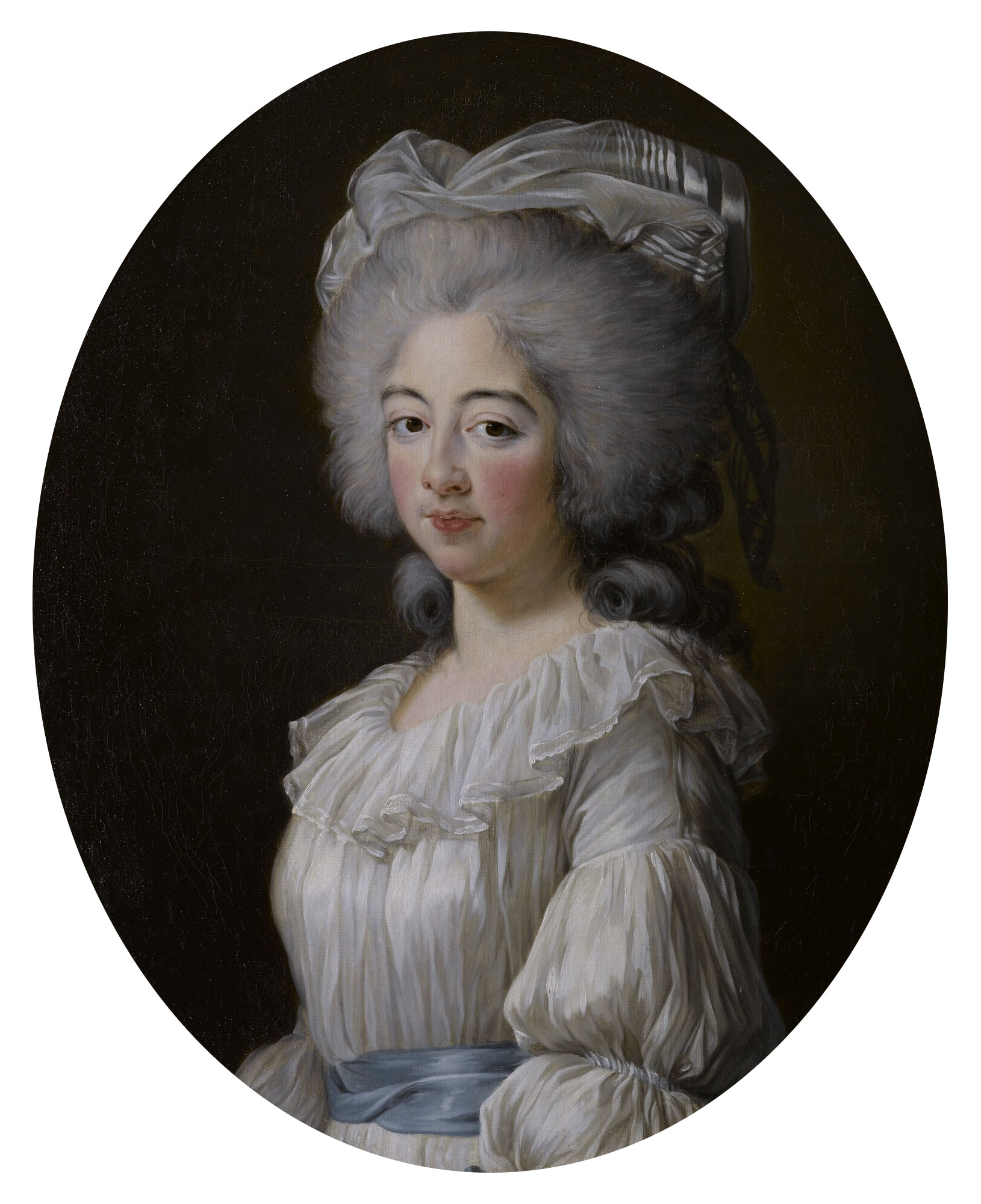
ヴィジェ＝ルブラン『プロヴァンス伯爵夫人』、1782年、コルナギ株式会社所蔵、ロンドン

ヴィジェ＝ルブランは18世紀当時、最も名をなした肖像画家の1人といわれる。しかしながらその生い立ちは必ずしも順風満帆なものではなかった。1755年にフランス・パリで中流階級の家庭に生まれたヴィジェ＝ルブランは、生後3か月で母親から引き離された後、継母に育てられた。1761年に修道院に預けられ、1767年までのおよそ6年間、家族と離ればなれの生活を送った。画家であった父親を12歳のときに亡くしたこともあって師匠がおらず、また王立絵画彫刻アカデミーが女性の入会を禁止していたことから、美術に関して正式な教育を受けずに育ち、ほぼ独学で習得した。そんな中でも早熟な才能を発揮し、15歳の頃までに肖像画家としての地位を確立した。ヴィジェ＝ルブランは、1776年にプロヴァンス伯の肖像画を製作したことでフランス王室とつながりをもち、そこでたちまち高い評価を受け、その年から翌年にかけて、フランス国王ルイ16世の王妃、マリー・アントワネットの肖像画を4点製作している。
1781年の5月から6月にかけて、ヴィジェ＝ルブランは夫で画家のジャン＝バティスト＝ピエール・ルブランに同伴する形でオランダおよびフランドルに旅行をし、途中で立ち寄ったアントウェルペンの個人コレクションで、巨匠ピーテル・パウル・ルーベンスが描いた絵画『シュザンヌ・フールマンの肖像』を鑑賞し感銘を受け、描画法を詳しく研究した:38,43。『シュザンヌ・フールマンの肖像』は、画中の人物がビーバーのフェルトでつくられた黒い帽子をかぶっているのにもかかわらず、ヴィジェ＝ルブランの時代には『麦わら帽子』と通称されていた。彼女はそのことを知りながら、興を高める工夫として、フェルト製の帽子を麦わら帽子に置き換えて描いた。このことによって、ルーベンスの作品から想を得たことが明示されているのである。
このルーベンス作品についてヴィジェ＝ルブランは、回想録に収録された、ロシアの作曲家ナタリア・クラキナ宛ての手紙の中で、「2つの異なる種類の光、すなわち1つは普通一般の太陽光であり、もう1つは太陽光が物体の表面に当たってはね返ってくる反射光が使われることによって大きな効果が生まれている」とした上で「この作品を見て喜んだ私は、これのおかげで同じ効果を生む自画像をブリュッセルで製作しようという気になった」との旨を述べている:43。
1782年、ヴィジェ＝ルブランは同作を模範として『麦わら帽子の自画像』をブリュッセルで製作し、その年にパリで開催されたサロン・ド・ラ・コレスポンダンス (Salon de la Correspondence) に出展した:43。後に彼女は同作の複製画を製作した:43。1783年、ヴィジェ＝ルブランはアカデミーに入会すると、『麦わら帽子の自画像』の原作のほかに『シュミーズ・ドレス姿のマリー・アントワネット王妃』および『プロヴァンス伯爵夫人』をアカデミーのサロンに出展した:38。

## 作品

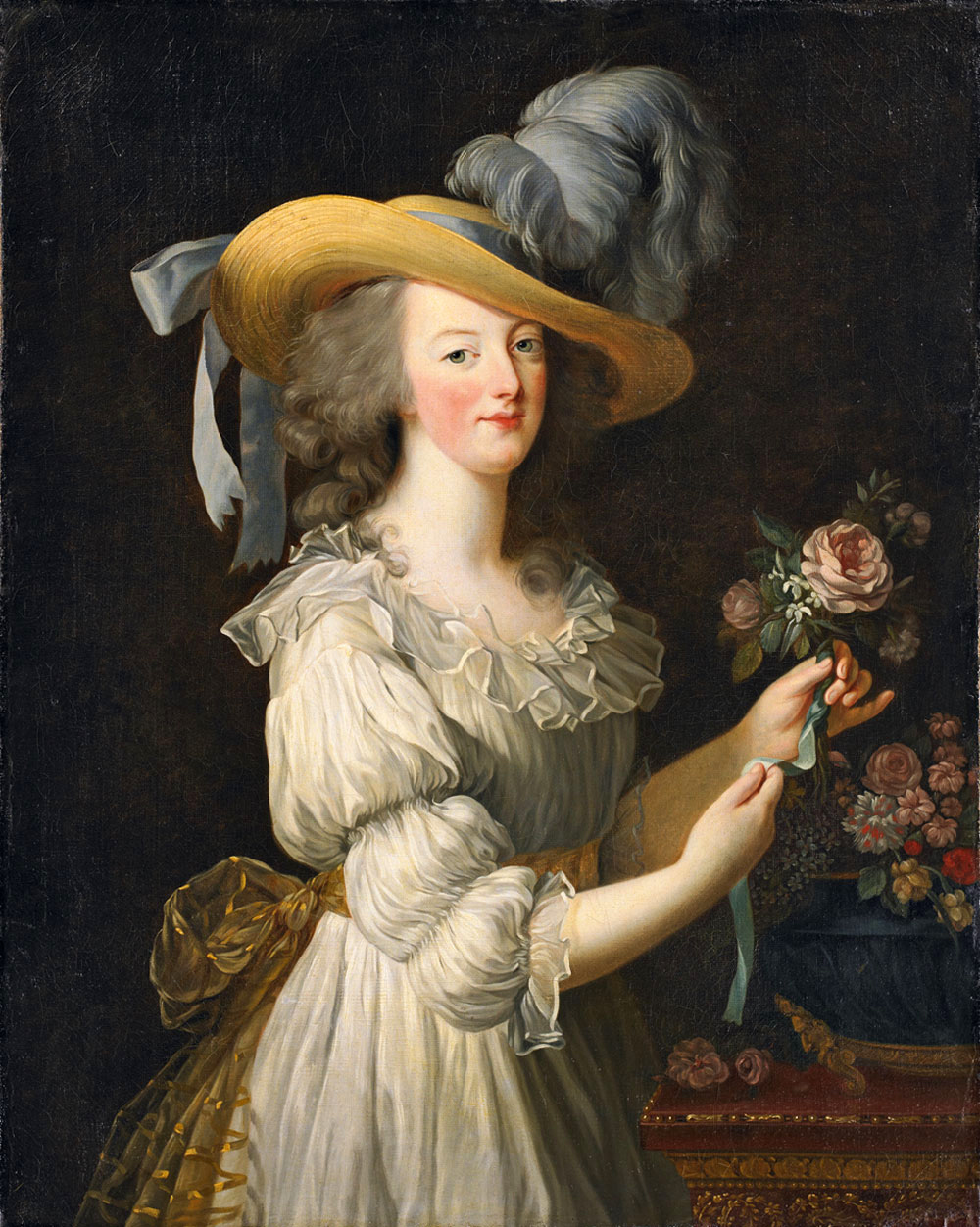
ヴィジェ＝ルブラン『シュミーズ・ドレス姿のマリー・アントワネット王妃』、1783年、個人蔵

正面を向くヴィジェ＝ルブランの上半身が描かれている。彼女は屋外におり、太陽の日差しを浴びている。開放的で堂々とした表情で、アーモンド型をした大きな目を鑑賞者のほうにまっすぐに向けており、ほんのりとした笑みを浮かべている。眼球は青緑色をしている。肌は透き通るようである。
ヴィジェ＝ルブランは、シャポー・ア・ラ・ベルジェール (chapeau à la bergère) と呼ばれる、つばが広く山が低いタイプの麦わら帽子をかぶっている。帽子には赤色や白色、青色の野花でつくられた輪のほかに、ダチョウの白い羽の装飾が付けられている:43。顔の大部分が帽子のつばの陰になっており、それとは対照的に胸元は光を受けて白く輝いている。
彼女が身にまとっているのは、マリー・アントワネットのために製作された「シュミーズ・ア・ラ・レーヌ」（chemise à la Reine、「王妃風シュミーズ」の意）と呼ばれる、綿製の身軽なシュミーズ・ドレスである。胸元が開いたこのドレスをはじめ本作に描かれた服装は、マリー・アントワネットが火付け役となって18世紀末期ごろにフランス貴族の女性の間で流行したファッションの典型例である。左側の胸元はドレスの開きが大きいため、乳房が見えそうになっている。光沢のある深いピンク色をしたドレスは、襟まわりに白色のフリルがあしらわれており、袖口に白色のカフスが付けられている。
少し紅潮している顔は若々しさを表している。一般的に肖像画のモデルが用いていたかつらを、ヴィジェ＝ルブランはつけていない。無造作で自然な髪型をしている。髪は地毛であり、髪粉（芳香などを目的として髪にふりかける粉）などもつけていない。両耳にはオパール付きのイヤリングを装着している。腰にはサッシュベルト（飾り帯）を着用している:43。彼女は、傍にある茶色系の台の上に左ひじを預けている:43。背後には青い空が広がっており、その中にやや暗い雲が浮かんでいる:43。
左手は計7本の絵筆を握っているほか、親指でパレットを保持しており、パレットの上の縁の部分には絵具が盛られている。右手のジェスチャーは友好あるいは歓迎を示すものとされる。マンティラと呼ばれるスカーフを軽く羽織っている。レースが付けられた黒色のスカーフは、肩のあたりで滑り落ちそうになっており、ひじのあたりをくるんだ後、腕より下に垂れている。

## 比較

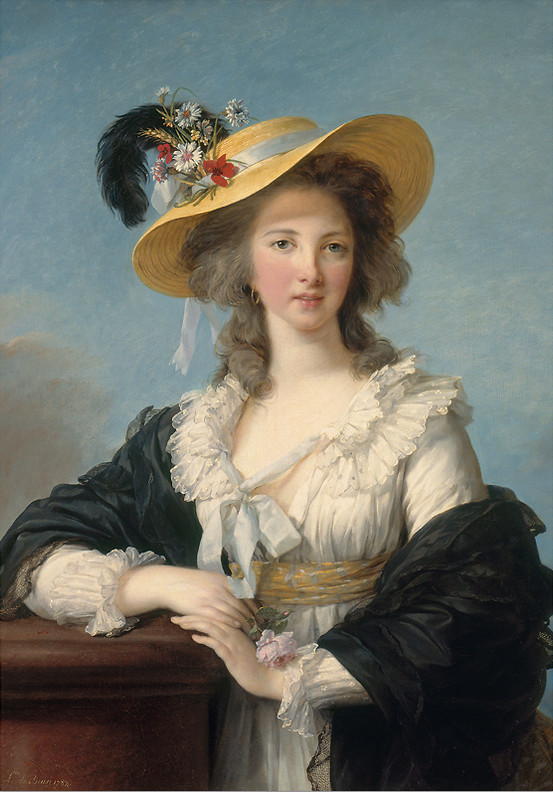
ヴィジェ＝ルブラン『麦わら帽子のポリニャック公爵夫人』、1782年、ヴェルサイユ宮殿美術館

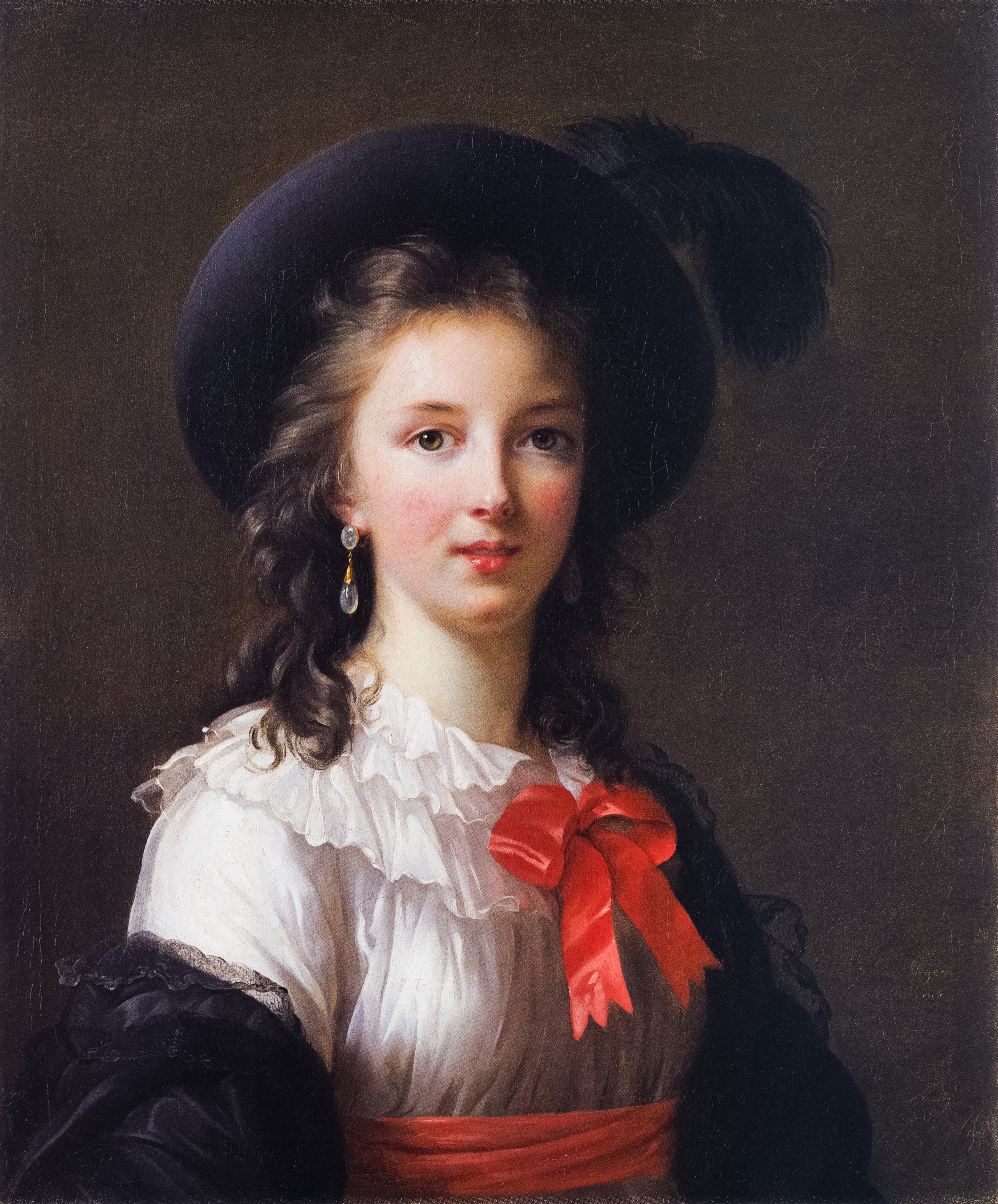
ヴィジェ＝ルブランの自画像『チェリー色の赤いリボン』、1781年頃、キンベル美術館

複製画では、原画と比べてまぶたの形がより強調され、眉毛が若干濃くなり、口元の微笑みが若干増した上、下唇がよりふっくらとした。ナショナル・ギャラリーはこうした微妙な変化によって、より自己主張が強く自信に満ちあふれた表情になったとしている。原画でライラック色であったシュミーズ・ドレスの色は、深いピンク色に変更された。複製画では雲の量が若干増えている。これはナショナル・ギャラリーによれば、サロンで原画を見た批評家らから、背景の青空に雲が少ないのはごく一般的であり面白みがないといった意見が出たためとされる。
ルーベンス『シュザンヌ・フールマンの肖像』は、本作『麦わら帽子の自画像』の手本とされた作品であり、そのモデルは、ルーベンスの2番目の妻エレーヌ・フールマンの姉にあたるシュザンヌ・フールマンであるとされている:43。どちらの作品も屋外にいる人物の上半身が描かれ、顔が帽子のつばの陰になっており、胸元は光で白く輝いていることなど、類似している点が多い。シュザンヌがかぶっている帽子がフェルト製であることが相違点として挙げられる。また帽子の飾りとして鳥の羽根がついているが、ヴィジェ＝ルブラン作品にある花の輪はついていない。シュザンヌの乳房はコルセットで押し上げられているのに対し、ヴィジェ＝ルブランの胸元は自由に開かれている。シュザンヌはおずおずと不安そうな表情をしており、視線は少し横にそれている。鈴木 (2020) は、ルーベンス作品ではシュザンヌの肉感性がわかりやすく表現されている一方で、『麦わら帽子の自画像』では生身の人間からかけ離れた理想像が描き出されているとの旨を述べている。
1782年にルブランによって製作され、現在はヴェルサイユ宮殿美術館に所蔵されている肖像画『麦わら帽子のポリニャック公爵夫人』は、人物のポーズや服装などの点で『麦わら帽子の自画像』と類似していることが指摘されている:43。麦わら帽子に花と鳥の羽根が飾られていることや、傍に置かれた茶色系の台にひじを預けていることのほかに、背後に広がる青い空の中に暗めの雲が浮かんでいることなど、双方の作品に共通する点は多い。衣服のデザインや髪型もよく似ており、サッシュベルトおよびスカーフの色およびデザインは酷似している:43。このことから吉城寺は、『麦わら帽子の自画像』を鑑賞したポリニャック公爵夫人が、同じような図像を自分をモデルにして描いてもらいたい、とルブランに依頼したのではないだろうかとの見方を述べている:43。『麦わら帽子のポリニャック公爵夫人』も『シュザンヌ・フールマンの肖像』から想を得て製作されたとする文献もある:18。相違点を挙げると、ルブランが王室での役割を想起させる道具を手にしているのに対し、ポリニャック公爵夫人はそうしたものを手にしていない:18。ルブランがまっすぐな視線を放っているのに対し、ポリニャック公爵夫人は柔らかな表情をしている:18。
1781年頃に製作され、現在はアメリカ合衆国・フォートワースのキンベル美術館に所蔵されている自画像『チェリー色の赤いリボン』において、ルブランは『麦わら帽子の自画像』で描かれたものと同じマンティラとイヤリングを身につけている。

## 評価・解釈
原画は1782年のサロンで高く評価された。ヴィジェ＝ルブラン本人も、本作がサロンで展示されたことによって自らの名声が大きく上昇したとの旨を回想録で語っている:43。こうした評価の高まりに加え、フランス王室、とりわけマリー・アントワネットによる支援もあり、ヴィジェ＝ルブランは風景画家クロード・ジョセフ・ヴェルネより王立絵画彫刻アカデミー入会の推薦を受けた。同アカデミーは女性会員の定員を4人に限定しており、当時マリー＝テレーズ・ルブールとアンヌ・ヴァライエ＝コステルが在籍していたため、空席は2枠しかなかったが、ヴィジェ＝ルブランは1783年5月31日に同アカデミーの会員になることができた。
吉城寺は、良好な評価を得た自画像の複製画を製作したことは、ヴィジェ＝ルブランが自らの名声を高め、製作依頼を増加させるために優れた自画像を利用したことを意味している、との旨を述べている:43。石井 (2011) は、自画像『チェリー色の赤いリボン』に比べてインパクトは劣るとしている。イギリスの美術史家アレグザンダー・スタージスらは、ヴィジェ＝ルブランは自身の肉体的な魅力と画家としての才能の両方を世間に広く知ってもらうためにこの自画像を製作したとの旨を述べている。美術史家のジェームズ・シンガー (James W. Singer) は、高価な服装や宝飾品を身につけることによって、中流階級の出身であることを紛らわそうとしている、との解釈を示している。